# Kondensering
For kemi kondensation, se kondensationsreaktion.
Kondensering også kaldet fortætning er en faseændring (termodynamisk proces), hvor stof på gasform omdannes til stof på væskeform, under frigivelse af termisk energi.
I atmosfæren findes der uendelig mange mikroskopiske partikler f.eks. blomsterstøv, støvkorn og saltstøv. Når luften afkøles fæster fugtigheden sig til disse partikler, og danner, afhængigt af hvor koldt det er i det luftlag, enten vanddråber (eller iskrystaller, men kaldes så deposition). Det er denne proces, der kaldes for kondensering eller fortætning. Det er også disse vanddråber eller iskrystaller skyerne består af.
Når fugtigheden kondenserer frigives der energi. Den energi er varme og den stiger op indtil der igen kommer et koldt luftlag, og det hele sker igen. Det er derfor der befinder sig skyer i forskellige højder.